# 盛田久生
盛田 久生（もりた ひさお、1939年9月25日 - ）は、日本の棒高跳び選手。
1962年アジア競技大会（インドネシア・ジャカルタ）に出場し、棒高跳で金メダルを獲得した。
1964年東京オリンピックに出場した。1965年には日本陸上競技選手権大会男子棒高跳びで優勝した。

## 参照資料
1. ↑  “Asian Games”.   gbrathletics. 2024年2月23日閲覧。
2. ↑  “盛田久生”.  Sports Reference LLC. 2020年4月17日時点のオリジナルよりアーカイブ。2012年3月19日閲覧。